# Örkény István Színház
Az Örkény István Színház Budapest egyik színháza, mely 2004. szeptember 21-én alakult a korábbi Madách Kamara Színház önállósodásával. A színház névadója Örkény István író, színházi dramaturg.

## Az épület
1928-ban a Károly körút és Király utca sarkán lévő híres- hírhedt Orczy-ház részvényeit felvásárló társaság, az Orczy-ház Rt. birtokába került telken új épület emelésére kért elvi engedélyt.
Nem kapták meg, ám a privát tőke feltűntével a Főváros és a Közmunkák Tanácsa elérkezettnek látta a pillanatot a soha meg nem valósult, de már akkor évtizedek óta tervezett Erzsébet sugárút kiskörúti torkolatának megnyitására: a befektetők építhettek, amennyiben vállalták, hogy a Főváros terveit valósítják meg. 1930-ban nyilvános tervpályázatot írtak ki, amelyre 47 pályamű érkezett. A Fővárosi Közmunka Tanács egyik tervet sem tartotta kivitelezésre alkalmasnak, és saját jelöltjével készíttette el azt: engedélyezve a megvásárolt, de elutasított pályaművek anyagának szabad felhasználását.
Wälder Gyula műegyetemi professzor kapott megbízást az egységes építészeti kiképzés tervének elkészítésére. Árkay Aladár visszadobott tervéből vette át a diadalívszerű épületet az akkor már „Madách sugárút” méltó indítására, és egyesítette saját tervének árkádos pilonjaival. Az épületegyüttes ma műemléki védelem alatt áll.
A munka 1937-ben kezdődött. A Madách tér 6. szám alatt fekvő telek – a mai Örkény Színház helye – volt az egyetlen a Madách téren lévők közül, melynek beépítését nem kezdték el ebben az évben, és nem állt rajta még ház 1938-ban, így végül a Közmunkatanács maga vállalta a helyzet megoldását, vagyis egy bérház felépítését. Hogy az anyagi ráfordítás valamelyest megtérüljön, a Madách tér 6. számú épület alsó három szintjére mozit terveztettek, Gerlóczy Gedeont bízva meg ennek kialakításával. Gerlóczy szellemesen oldotta meg a feladatot a bérházak szűkös udvarán: a mozihoz mérten elegáns foyer-t az utcaszint alá süllyesztette, és fölé lógatta a nagy, akkor még több mint ötszáz személyes nézőteret.
Ezzel egy időben Károlyi István gróf, Károlyi Mihály unokaöccse elhatározta, hogy Földessy Géza segítségével színházat alapít. Azt tervezte, hogy a Nagymező utca 11. szám alatt nyitnak színházat a Clarisse kávéház (Radnóti Színház) helyén. Az átalakítás ötvenezer pengőbe került volna, és a bérház lakói sem egyeztek bele az átépítésbe.
Ekkor merült föl az ötlet, hogy a Madách téren épülő mozit alakítsák át színházzá. Újratervezésre sem pénze, sem ideje nem volt a Közmunkatanácsnak, és bár a terem nem színháznak épült, a bérlő ellen nem volt kifogása, így a vetítővászon mögötti szűkös tér színpaddá avanzsált.

## A színház
Károlyi István tehát a Madách tér 6. szám alatti színházat vette meg. A Madách Színház első előadása Móricz Zsigmond Kismadár című drámája, Dajka Margittal a címszerepben, 1940. november 29-én. Az első évadban a Nemzeti Színház is vendégeskedett az épületben. Károlyiék az igazgatást Pünkösti Andornak ajánlották fel. Pünkösti, akinek emlékét emléktábla őrzi a színházban, az Újság című napilap színházi kritikáit jegyezte 1941-ig. Egyszer-egyszer rendezett a Művész Színházban, az Új Thália Társaságban, a Nemzeti Színházban. Filmíróként is bemutatkozott. Színházi szakértelme lehetővé tette, hogy megbízzák a Madách Színház vezetésével. A színház dramaturgja a későbbi neves színháztörténész, Staud Géza lett.
Az állandó együttes megszervezése is Pünkösti nevéhez fűződik; Greguss Zoltánt a Vígszínházból, meghatározó színészét és rendezőjét, Várkonyi Zoltánt pedig a Nemzeti Színházból szerződtette.
Az új budapesti színház Luigi Pirandello IV. Henrik (1941. szeptember 19.) című művének előadásával tette le névjegyét, Várkonyival a címszerepben. Az előadás a háborús helyzetre, korának legégetőbb kérdéseire reflektált.
A Madách Színház munkája az 1941-1944 közötti időszakban szorosan összefüggött a politikával. Lévén magánvállalkozás, a hatalom befolyása kevésbé nehezedett rá, mint az állami színházakra. Károlyi nem akadályozta meg a műsorpolitika kialakítását, vállalta a színházban játszott darabokat, lehetőséget adott olyan színészek szerződtetéséhez, akik állami színházban már nem játszhattak. Pünkösti háborúellenes, antifasiszta szelleme a független gondolkodású pesti polgárság egyik utolsó menedékhelyévé tette a színházat. A hétvégeken munkáselőadásokat is tartotta, leszállított helyárakkal. A színházban Stúdiót hoztak létre a fiatalok továbbképzésére, ahol a színpadi beszédet, mozgást fejlesztették. A stúdió munkájában Várkonyi és többek között Marton Endre is részt vett. A Stúdió matiné- előadásokat tartott a színházban. A Madách Színház mindvégig en suite rendszerben játszott, hétvégente öt előadást is tartottak.
A következő évadokban a klasszikus művek sikere bebizonyította, hogy a háborús időkben nemcsak a könnyű szórakozásra, hanem igazi irodalomra is van igény. Molière Képzelt beteg című darabját kétszázötvenötször játszották. A Madách Színház megtalálta hangját és vállalta a független színpadi kultúra őrének feladatát. Shakespeare Hamlet-jének (1943. szeptember 17.) százkét előadása már a politikai nézetek nyílt ütközőpontjává vált; ürügyet adott a színház és a színészek megtámadására.
A német megszálláskor, 1944. március 19-én a színházat azonnal bezárták. Pünkösti ez év nyarán öngyilkos lett. 1944 áprilisától az év végéig Cselle Lajos, a Színművészeti Kamara főtitkára fasiszta színházat vezetett az épületben. Az ostrom idején ennek gárdája közül többen, köztük Kiss Ferenc is, külföldre menekült a számonkérés elől. Jelképes, hogy 1945-ben a Madách Színház főkönyvének lapjait összekapcsozták, s a további oldalakon Várkonyi Zoltán újonnan szervezett, Paulay Ede utcai Művész Színházának kiadásait és bevételeit könyvelték.
A háború után fél évig a színházépület Palasovszky Ödön kísérleti vállalkozásának adott helyet, majd 1946 elejétől a Színiakadémia színháza lett, önálló színészgárdával, de lehetőséget adva a növendékeknek is. A színházat ekkor Hont Ferenc igazgatta. 1947 októberében a színház állami kezelésbe került, és Állami Madách Színház néven folytatta a munkát. Egy évvel később kivették az – akkorra már – Színház- és Filmművészeti Főiskola hatásköréből. 1949 áprilisától újra a Nemzeti Színház vette bérbe a színházat: Lope de Vega A kertész kutyája című drámáját játszották Bajor Gizi főszereplésével.
Az államosításkor teljesen átszervezték a Madách társulatát, amely a Moszkvából hazatért Barta Zsuzsa anekdotikus emlékű igazgatása alatt folytatta a munkát, majd 1951-ben a Madáchot átköltöztették az Izabella térre (ma Hevesi Sándor tér), az addigi Magyar Színház épületébe.
Az épület az Állami Faluszínház központjává vált. Feladata a vidéki színházak tájelőadásai által nem látogatott kisvárosok és községek színházi ellátása lett. Alapító tagja, fődramaturgja, később igazgatója Ascher Oszkár, gazdasági vezetője Lázár Egon. Eleinte esztrádműsorokkal, később egész estét betöltő, magas irodalmi igényű előadásokkal is járták az országot. 1951-től 1954-ig az akkor még üres Madách téren állomásoztak, és onnan indultak a Faluszínház autóbuszai. A színházat próbahelyiségként használták, de szombaton és vasárnap előadást is tartottak.
1954-ben, amikor a Faluszínház átköltözött a Kölcsey utcába (a mai Gutenberg Művelődési Központ helyiségébe), a színházat a Madách Színház Kamaraszínháza (később Madách Kamara) néven a Madách Színházhoz csatolták.
Mikor a Madách megkapta az Royal Orfeum helyén felépített, új körúti épületét, jelentős korszak vette kezdetét: az Ádám Ottó igazgatásához kötődő három évtized, melynek során a „Kismadáchban” a Madách Színház társulatának tagjai játszottak, és nem hiányzott a repertoárból a klasszikus irodalom. A színház kortárs világirodalmi darabok bemutatóhelye, és új magyar művek ihletője is volt. A teljesség igénye nélkül: Dayka Margit, Domján Edit, Kiss Manyi, Sulyok Mária, Tolnay Klári, Ajtay Andor, Bessenyei Ferenc, Gábor Miklós, Márkus László, Mensáros László, Pécsi Sándor, Tímár József egy-egy alakítása máig ható legenda.
1983-tól tizenkilenc éven át heti három estén itt lépett fel a magyar kabaréhagyomány kiemelkedő alakja, Hofi Géza.
Ádám Ottó nyugdíjba vonulásával a színház műsora végleg a bulvárirodalom felé tolódott. 1989-1994 között a Madách Kamara művészeti vezetője Huszti Péter volt.
2000-ben, a Madách Színház nagy felújítása után a fenntartó a színház igazgatójának feladatáúl jelölte meg a Madách Kamara önállósulásának előkészítését. Kerényi Imre igazgató felkérte Mácsai Pált, hogy a színház leválásának folyamatát vigye végig, mint a Madách Kamara művészeti vezetője.
Felkérését azért fogadta el, mert lehetőséget látott arra, hogy az épület nem szórakoztatóipari hagyományát felélessze és tovább vigye. Egyrészt azokra a művészekre számított, akiket a színház társulatából korábbi közös munkáik alapján alkalmasnak ismert arra, hogy vállalják az újrakezdés kockázatát, másrészt azokra, akiket a hároméves átmenet munkája meggyőzött arról, hogy érdemes csatlakozni.
A színház művészeti vezetését 2001-ben vette át, azzal a feltétellel, hogy önálló társulattal, teljes szakmai függetlenséggel dolgozhatnak. A Madách Színház feltétele az volt, hogy az új program nézettsége haladja meg a 75%-ot, és ne lépje túl az előadásokra fordítható 5 millió forintos költségkeretet.
Onnantól kezdve a színház azt a hagyományt folytatja, amely a repertoárrendszerben, a társulati működésben, az alapos próbamunkában, és a jeles színpadi irodalom választásában látja feladatát és a siker esélyét.
2004-ben, szakítandó az utóbbi évtizedek bulvárszínházi emlékezetével, és mert a „Madách Színház” név végérvényesen a körúti zenés színházat jelentette, kezdeményezte a színház névváltoztatását.
Az Örkény István Színház 2004. szeptember 21-én nyílt meg, önálló társulattal rendelkező repertoárszínházként. Forráshiány miatt az önállósulás nem valósult meg.
A Fővárosi Közgyűlés 2009. október 12-én egyhangú szavazással megalapította az önálló Örkény István Színházat.
A színház nézőtere 2017 áprilisa és szeptembere között teljes felújításon esett át, a beruházás értéke csaknem 300 millió Ft volt. A munkálatok alatt a színház, a Városmajorban ideiglenesen felállított sátorban játszott. A felújítás során helyreállították a nézőtér eredeti alaprajzát, modernizálták a színház belső tereit, javítottak az akusztikán, új nézőtéri székeket építettek be. Az Örkény Stúdió művészeti vezetője a 2020/2021-es évadtól Polgár Csaba.
Mácsai Pál 2023-ban bejelentette, hogy 2025-ben nem indul újabb igazgatói megbízatásért. Utódja az igazgatói poszton Gáspár Máté lett, míg a művészeti vezető Polgár Csaba lett.

## Társulat (2024/2025)
- Ügyvezető igazgató: Gáspár Máté[8][9]
- Művészeti vezető: Polgár Csaba[9]
- Művészeti tanácsadó, rendező: Gáspár Ildikó[9]
- Irodalmi munkatárs, dramaturg: Ari-Nagy Barbara[9]
- Dramaturgː Varga Zsófia[9]
- Zenei vezető: Kákonyi Árpád[9]
- ÖrkényKöz műhelyvezető: Neudold Júlia[9]

Színészek
- Bíró Kriszta
- Borsi-Balogh Máté
- Csákányi Eszter
- Csuja Imre
- Ficza István
- Für Anikó
- Friedenthál Zoltán
- Gálffi László
- Hajduk Károly
- Hámori Gabriella
- Jéger Zsombor
- Józsa Bettina
- Kerekes Éva
- Kókai Tünde
- Mácsai Pál
- Máthé Zsolt
- Nagy Zsolt
- Novkov Máté
- Patkós Márton
- Pogány Judit
- Polgár Csaba
- Szandtner Anna
- Szaplonczay Mária
- Takács Nóra Diána
- Tenki Réka
- Terhes Sándor
- Vajda Milán
- Znamenák István
- Zsigmond Emőke

### Vendégművészek
- Baksa Imre (színész)
- Bánfalvi Eszter (színész)
- Bánki Gergely (színész)
- Bányai Kelemen Barna (színész)
- Békés Itala (színész)[Mj. 1]
- Bódi Zsófia (énekes)
- Bohoczki Sára (színész)
- Böröndi Bence (színész)
- Boros Anna (színész)
- Brindás Boglárka (énekes)
- Bucsi Annamária (énekes)
- Cser Ágoston (énekes)
- Csölley Martin (énekes)
- Csoma Judit (színész)
- Debreczeny Csaba (színész)
- Dékány Barnabás (színész)
- Epres Attila (színész)
- Erdős Róbert (énekes)
- Felhőfi-Kiss László (színész)
- Fenyvesi Gabriella Rea (énekes)
- Fodor Tamás (színész)
- Formán Bálint (színész)
- Gál Gabi (énekes)
- Gonda Kata (színész)
- Grisnik Petra (színész)
- Herczeg Tamás (színész)
- Horkay Barnabás (koreográfus)
- Jordán Tamás (színész)
- Kaffehr Zsuzsanna énekes
- Kerekes Viktória (színész)
- Keresztény Tamás (színész)
- Király Dániel (színész)
- Köleséri Sándor (színész)
- Koller Krisztián (színész)
- Kovács Máté
- Lukáts Andor (színész, rendező)[Mj. 2]
- Mertz Tibor (színész)
- Molnár Áron (színész)
- Molnár Piroska (színész)
- Murányi Márta (énekes)
- Nádasdy Vilma (énekes)
- Némedi Árpád (színész, zenész)
- Osváth Judit (színész)
- Pálya Pompónia (színész)
- Pető Kata (színész)
- Radnay Csilla (színész)
- Rainer-Micsinyei Nóra (színész)
- Róbert Gábor (színész)
- Ruszó Alexandra (énekes)
- Sodró Eliza (színész)
- Stork Natasa (színész)
- Szabó Sebestyén László (színész)
- Szathmáry Judit (énekes)
- Szilágyi Kata (színész)
- Terhes Sándor (színész)
- Tolnai Hella (színész)
- Törőcsik Franciska (színész)
- Vajdai Vilmos (színész, zeneszerző)
- Varga-Tóth Attila (énekes)

Csomós Mari, bár 2023-ban elhunyt, szintén fel van tüntetve vendégművészként.

## Igazgatói
|  | Mácsai Pál (2004–2025)      |
|  | Gáspár Máté (2025–jelenleg) |

## Bemutatók

### 2024/2025
Nagyszínpad
- Bertolt Brecht: Galilei élete (rendező: Polgár Csaba)
- Závada Péter – Varga Zsófia – Kovács D. Dániel: [ESCAPE] – A Donkihóte-projekt (rendező: Kovács D. Dániel, koprodukció a Városmajori Szabadtéri Színpaddal)
- Dargay Marcell – Fábián Péter – Parti Nagy Lajos: A nyúl füle (rendező: Fábián Péter)
- Michael Haneke: Szerelem (rendező: Ördög Tamás)
- Füst Milán: Boldogtalanok (rendező: Bodó Viktor)

Stúdió
- Kiss-Végh Emőke: Romantika (rendező: Kiss-Végh Emőke)
- Puskin: Anyegin (rendező: Dohy Balázs)
- Tompa Andrea: Sokszor nem halunk meg (rendező: Gáspár Ildikó)
- Kassai Margit naplója alapján: Ostromdressz (rendező: Bíró Kriszta)
- Gálffi László önálló estje